# Jan Albert Šturma
Jan Albert Šturma (rodným jménem Jan Šturma, * 1981) je český terénní botanik, který se věnuje krajinné ekologii a ekologii rostlinných společenstev v geografickém a historickém kontextu. Momentálně vyučuje na Fakultě humanitních studií na Univerzity Karlovy a pořádá exkurze na téma suburbánní a industriální vegetace, etnobotaniky a zvyšování biodiverzity intenzivně využívané zemědělské krajiny.

## Život
Své dětství strávil v Praze na Letné. Vystudoval geobotaniku na Přírodovědné fakultě na Karlově Univerzitě a poté strávil dvacet let v terénní praxi, během které podnikl mnoho zahraničních cest. Navštívil například Austrálii, Nový Zéland, Balkán a Středozemí. Během této doby měl prostor objevovat jemu blízká témata, jako brownfieldy a městskou krajinu, křovinaření, krajinnou diverzitu, mezioborový výzkum nebo environmentální umění. Během cest spal běžně v křoví, které má rád. Je také členem Klubu křovinářů. Na Lounsku, Žatecku a Podbořansku spolupracoval s projektem Místa z blízka. Je spoluautorem chmelové stezky ve Stekníku u Žatce. Zajímá se o popularizaci vědy a pořádá mnoho expedic pro laickou veřejnost.
Společně s Radkem Mikulášem napsal knihu Divoká příroda Prahy a jejího okolí, jejímž podtitulem je: Průvodce tou částí krajiny, o kterou se nikdo nestará, málokdo ji zná a skoro nikdo ji nemá rád. Podílel se také na vytvoření knihy s názvem Planeta Praha, která vznikala paralelně s natáčením stejnojmenného filmu. V roce 2022 začal vyučovat na FHS na Karlově univerzitě.

## Publikace
- Divoká příroda Prahy a jejího okolí (2015)
- Planeta Praha (2022)